# Ziàzikov-Iurt
Ziàzikov-Iurt (en rus: Зязиков-Юрт) és un poble de la República d'Ingúixia, el 2019 tenia 5.296 habitants.
Segons el cens rus de 2010, la composició ètnica de la seva població era:
| Ordre | Nacionalitat | Població | Percentatge |
| ----- | ------------ | -------- | ----------- |
| 1     | Ingúixos     | 3.840    | 95,36 %     |
| 2     | Txetxens     | 88       | 2,18 %      |
| 3     | Turcs        | 45       | 1,12 %      |
| 4     | Altres       | 54       | 1,34 %      |